# Françoise Dürr
Françoise Dürr (Algiers, 25 december 1942) is een voormalig tennisspeelster uit Frankrijk. Zij won de enkelspeltitel op Roland Garros in 1967. Op de vrouwendubbelspel-toernooien won zij van 1967 tot en met 1971 vijfmaal op rij op Roland Garros en tweemaal op het US Open, in 1969 en 1972. Zij won bovendien vier gemengd dubbelspel-toernooien.
In 1973 werkte zij mee aan het oprichten van de Women's Tennis Association.
In 1994 ontving Dürr de Sarah Palfrey Danzig Award. In 2003 werd zij opgenomen in de internationale Tennis Hall of Fame.

## Palmares

### WTA-finaleplaatsen enkelspel
| nr.              | finale     | toernooi            | ondergrond    | tegenstandster   | score          |
| ---------------- | ---------- | ------------------- | ------------- | ---------------- | -------------- |
| gewonnen finales |            |                     |               |                  |                |
| 01.              | 1965-06-25 | WTA Hilversum       | gravel        | Edda Buding      | 9-11, 7-5, 6-4 |
| 02.              | 1966-04-17 | WTA Aix-en-Provence | gravel        | Jill Blackman    | 6-0, 6-2       |
| 03.              | 1967-01-08 | WTA Perth           | gras          | Rosie Casals     | 4-6, 7-5, 6-3  |
| 04.              | 1967-06-03 | Roland Garros       | gravel        | Lesley Turner    | 4-6, 6-3, 6-4  |
| 05.              | 1967-07-16 | WTA Båstad          | gravel        | Rosie Casals     | 7-5, 2-6, 6-2  |
| 06.              | 1967-08-06 | WTA Hamburg         | gravel        | Lesley Turner    | 6-4, 6-4       |
| 07.              | 1967-10-01 | WTA Berkeley        | hardcourt     | Carole Graebner  | 6-3, 6-3       |
| 08.              | 1969-07-27 | WTA Gstaad          | gravel        | Rosie Casals     | 6-4, 4-6, 6-2  |
| 09.              | 1970-11-14 | WTA Londen          | tapijt (i)    | Ann Haydon-Jones | 7-6, 2-6, 6-2  |
| 10.              | 1971-02-20 | WTA Fort Lauderdale | gravel        | Billie Jean King | 6-3, 3-6, 6-3  |
| 11.              | 1971-07-11 | WTA Gstaad          | gravel        | Lesley Hunt      | 6-3, 6-3       |
| 12.              | 1971-08-15 | WTA Toronto         | gravel        | Evonne Goolagong | 6-4, 6-2       |
| 13.              | 1971-08-22 | WTA Chicago         | tapijt (i)    | Billie Jean King | 6-4, 6-2       |
| 14.              | 1971-12-05 | WTA Christchurch    | gras          | Billie Jean King | 6-0, 6-3       |
| 15.              | 1972-06-23 | WTA Eastbourne      | gras          | Judy Dalton      | 8-6, 6-3       |
| 16.              | 1973-09-23 | WTA Houston         | tapijt (i)    | Rosie Casals     | 6-4, 1-6, 6-4  |
| verloren finales |            |                     |               |                  |                |
| 01.              | 1965-03-14 | WTA Port of Spain   | gravel        | Lesley Turner    | 5-7, 2-6       |
| 02.              | 1967-02-05 | WTA Auckland        | gras          | Rosie Casals     | 2-6, 5-7       |
| 03.              | 1969-07-20 | WTA Aix-en-Provence | gravel        | Ann Haydon-Jones | 1-6, 1-6       |
| 04.              | 1970-06-13 | WTA Bristol         | gras          | Margaret Court   | 1-6, 1-6       |
| 05.              | 1970-07-19 | WTA Gstaad          | gravel        | Rosie Casals     | 2-6, 7-5, 2-6  |
| 06.              | 1971-02-14 | WTA Philadelphia    | hardcourt (i) | Rosie Casals     | 3-6, 6-3, 2-6  |
| 07.              | 1971-05-15 | WTA Hurlingham      | gravel        | Margaret Court   | 0-6, 3-6       |
| 08.              | 1971-09-01 | WTA Newport (VS)    | gras          | Kerry Melville   | 3-6, 7-6, 6-7  |
| 09.              | 1971-10-16 | WTA Edinburgh       | tapijt (i)    | Evonne Goolagong | 0-6, 4-6       |
| 10.              | 1971-10-30 | WTA Londen          | tapijt (i)    | Billie Jean King | 1-6, 7-5, 5-7  |
| 11.              | 1971-11-13 | WTA Torquay         | tapijt (i)    | Evonne Goolagong | 1-6, 0-6       |
| 12.              | 1972-01-23 | WTA Long Beach      | hardcourt     | Rosie Casals     | 2-6, 7-6, 3-6  |
| 13.              | 1972-01-30 | WTA Hingham         | tapijt (i)    | Virginia Wade    | 3-6, 5-7       |
| 14.              | 1972-04-23 | WTA Tucson          | hardcourt     | Billie Jean King | 0-6, 3-6       |
| 15.              | 1972-08-06 | WTA Columbus        | gravel        | Rosie Casals     | 7-6, 6-7, 0-6  |
| 16.              | 1973-06-09 | WTA Mobile          |               | Billie Jean King | 3-6, 5-7       |
| 17.              | 1975-11-02 | WTA Stockholm       | tapijt (i)    | Virginia Wade    | 3-6, 6-4, 5-7  |
| 18.              | 1975-11-30 | WTA Osaka           | tapijt (i)    | Chris Evert      | 2-6, 4-6       |
| 19.              | 1976-10-24 | WTA Palm Springs    | hardcourt     | Chris Evert      | 1-6, 2-6       |
| 20.              | 1978-09-24 | WTA Montréal        | hardcourt (i) | Caroline Stoll   | 3-6, 2-6       |

### WTA-finaleplaatsen vrouwendubbelspel
- 65 gewonnen toernooien, waaronder 7 grandslamtitels
- 84 verloren finales, waaronder 11 grandslamfinales[3]

#### Finaleplaatsen grandslamtoernooien
| nr.                       | finale     | toernooi      | ondergrond | partner          | tegenstandsters                  | score         |         |
| ------------------------- | ---------- | ------------- | ---------- | ---------------- | -------------------------------- | ------------- | ------- |
| gewonnen grandslamfinales |            |               |            |                  |                                  |               |         |
| 1.                        | 1967-06-04 | Roland Garros | gravel     | Gail Sherriff    | Annette van Zyl Patricia Walkden | 6-2, 6-2      | details |
| 2.                        | 1968-06-09 | Roland Garros | gravel     | Ann Haydon-Jones | Rosie Casals Billie Jean King    | 7-5, 4-6, 6-4 | details |
| 3.                        | 1969-06-08 | Roland Garros | gravel     | Ann Haydon-Jones | Margaret Court Nancy Richey      | 6-0, 4-6, 7-5 | details |
| 4.                        | 1969-09-09 | US Open       | gras       | Darlene Hard     | Margaret Court Virginia Wade     | 0-6, 6-3, 6-4 | details |
| 5.                        | 1970-06-07 | Roland Garros | gravel     | Gail Chanfreau   | Rosie Casals Billie Jean King    | 6-1, 3-6, 6-3 | details |
| 6.                        | 1971-06-06 | Roland Garros | gravel     | Gail Chanfreau   | Helen Gourlay Kerry Harris       | 6-4, 6-1      | details |
| 7.                        | 1972-09-10 | US Open       | gras       | Betty Stöve      | Margaret Court Virginia Wade     | 6-3, 1-6, 6-3 | details |
| verloren grandslamfinales |            |               |            |                  |                                  |               |         |
| 01.                       | 1965-05-30 | Roland Garros | gravel     | Jeanine Lieffrig | Margaret Smith Lesley Turner     | 3-6, 1-6      | details |
| 02.                       | 1965-07-03 | Wimbledon     | gras       | Jeanine Lieffrig | Maria Bueno Billie Jean Moffitt  | 2-6, 5-7      | details |
| 03.                       | 1968-07-06 | Wimbledon     | gras       | Ann Haydon-Jones | Rosie Casals Billie Jean King    | 6-3, 4-6, 5-7 | details |
| 04.                       | 1970-07-04 | Wimbledon     | gras       | Virginia Wade    | Rosie Casals Billie Jean King    | 2-6, 3-6      | details |
| 05.                       | 1971-09-12 | US Open       | gras       | Gail Chanfreau   | Rosie Casals Judy Dalton         | 3-6, 3-6      | details |
| 06.                       | 1972-07-09 | Wimbledon     | gras       | Judy Dalton      | Billie Jean King Betty Stöve     | 2-6, 6-4, 3-6 | details |
| 07.                       | 1973-06-03 | Roland Garros | gravel     | Betty Stöve      | Margaret Court Virginia Wade     | 2-6, 3-6      | details |
| 08.                       | 1973-07-08 | Wimbledon     | gras       | Betty Stöve      | Rosie Casals Billie Jean King    | 1-6, 6-4, 5-7 | details |
| 09.                       | 1974-09-08 | US Open       | gras       | Betty Stöve      | Rosie Casals Billie Jean King    | 6-7, 7-6, 4-6 | details |
| 10.                       | 1975-07-05 | Wimbledon     | gras       | Betty Stöve      | Ann Kiyomura Kazuko Sawamatsu    | 5-7, 6-1, 5-7 | details |
| 11.                       | 1979-06-10 | Roland Garros | gravel     | Virginia Wade    | Betty Stöve Wendy Turnbull       | 6-3, 5-7, 4-6 | details |

### Finaleplaatsen gemengd dubbelspel
| nr.              | finale     | toernooi      | ondergrond    | partner             | tegenstanders                  | score         |         |
| ---------------- | ---------- | ------------- | ------------- | ------------------- | ------------------------------ | ------------- | ------- |
| gewonnen finales |            |               |               |                     |                                |               |         |
| 1.               | 1968-06-09 | Roland Garros | gravel        | Jean-Claude Barclay | Billie Jean King Owen Davidson | 6-1, 6-4      | details |
| 2.               | 1970-11-07 | WTA Torquay   | hardcourt (i) | Paul Hutchins       | Sharon Walsh Ilie Năstase      | 6-1, 6-4      | details |
| 3.               | 1971-06-06 | Roland Garros | gravel        | Jean-Claude Barclay | Winnie Shaw Toomas Leius       | 6-2, 6-4      | details |
| 4.               | 1973-06-03 | Roland Garros | gravel        | Jean-Claude Barclay | Betty Stöve Patrice Dominguez  | 6-1, 6-4      | details |
| 5.               | 1976-07-03 | Wimbledon     | gras          | Tony Roche          | Rosie Casals Dick Stockton     | 6-3, 2-6, 7-5 | details |
| verloren finales |            |               |               |                     |                                |               |         |
| 1.               | 1966-12-17 | WTA Adelaide  | gras          | Claude De Gronckel  | Judy Tegart Tony Roche         | 4-6, 5-7      | details |
| 2.               | 1967-05-15 | WTA Rome      | gravel        | Frew McMillan       | Lesley Turner Bill Bowrey      | 2-6, 5-7      | details |
| 3.               | 1969-06-08 | Roland Garros | gravel        | Jean-Claude Barclay | Margaret Court Marty Riessen   | 3-6, 2-6      | details |
| 4.               | 1969-09-09 | US Open       | gras          | Dennis Ralston      | Margaret Court Marty Riessen   | 5-7, 3-6      | details |
| 5.               | 1970-06-07 | Roland Garros | gravel        | Jean-Claude Barclay | Billie Jean King Bob Hewitt    | 6-3, 4-6, 2-6 | details |
| 6.               | 1972-06-04 | Roland Garros | gravel        | Jean-Claude Barclay | Evonne Goolagong Kim Warwick   | 2-6, 4-6      | details |

## Resultaten grandslamtoernooien
| Legenda | Legenda                          |
| ------- | -------------------------------- |
| g.t.    | geen toernooi gehouden           |
| l.c.    | lagere categorie                 |
| –       | niet deelgenomen                 |
| G       | uitgeschakeld in de groepsfase   |
| 1R      | uitgeschakeld in de eerste ronde |
| 2R      | uitgeschakeld in de tweede ronde |
| 3R      | uitgeschakeld in de derde ronde  |
| 4R      | uitgeschakeld in de vierde ronde |
| KF      | uitgeschakeld in de kwartfinale  |
| HF      | uitgeschakeld in de halve finale |
| F       | de finale verloren               |
| W       | het toernooi gewonnen            |
| w-v     | winst/verlies-balans             |

### Enkelspel
| Toernooi        | 1960 | 1961 | 1962 | 1963 | 1964 | 1965 | 1966 | 1967 | 1968 | 1969 | 1970 | 1971 | 1972 | 1973 | 1974 | 1975 | 1976 | 1977 | 1977 | 1978 | 1979 |
| --------------- | ---- | ---- | ---- | ---- | ---- | ---- | ---- | ---- | ---- | ---- | ---- | ---- | ---- | ---- | ---- | ---- | ---- | ---- | ---- | ---- | ---- |
| Australian Open | –    | –    | –    | –    | –    | KF   | –    | KF   | –    | 2R   | –    | –    | –    | –    | –    | –    | –    | –    | –    | –    | –    |
| Roland Garros   | 2R   | 3R   | 4R   | 4R   | 2R   | KF   | KF   | W    | 4R   | 3R   | 3R   | KF   | HF   | HF   | –    | –    | –    | –    | –    | –    | 1R   |
| Wimbledon       | –    | –    | –    | 2R   | 2R   | 4R   | KF   | 3R   | KF   | 2R   | HF   | KF   | KF   | 4R   | 3R   | 2R   | 4R   | 3R   | 3R   | 3R   | 2R   |
| US Open         | –    | –    | 3R   | –    | 3R   | KF   | KF   | HF   | 3R   | 3R   | KF   | 3R   | 3R   | 1R   | 2R   | 2R   | 4R   | 1R   | 1R   | –    | 1R   |

### Vrouwendubbelspel
| Toernooi        | 1960 | 1961 | 1962 | 1963 | 1964 | 1965 | 1966 | 1967 | 1968 | 1969 | 1970 | 1971 | 1972 | 1973 | 1974 | 1975 | 1976 | 1977 | 1977 | 1978 | 1979 | 1980 | 1981 |    | 1984 |
| --------------- | ---- | ---- | ---- | ---- | ---- | ---- | ---- | ---- | ---- | ---- | ---- | ---- | ---- | ---- | ---- | ---- | ---- | ---- | ---- | ---- | ---- | ---- | ---- | -- | ---- |
| Australian Open | –    | –    | –    | –    | –    | KF   | –    | KF   | –    | HF   | –    | –    | –    | –    | –    | –    | –    | –    | –    | –    | –    | –    | –    | –  |      |
| Roland Garros   | 2R   | 2R   | KF   | KF   | 1R   | F    | KF   | W    | W    | W    | W    | W    | HF   | F    | –    | –    | –    | –    | –    | –    | F    | 1R   | 2R   | 2R |      |
| Wimbledon       | –    | –    | –    | 1R   | 2R   | F    | 1R   | KF   | F    | 3R   | F    | HF   | F    | F    | KF   | F    | KF   | HF   | HF   | HF   | HF   | –    | –    | –  |      |
| US Open         | –    | –    | –    | –    | –    | –    | HF   | –    | HF   | W    | HF   | F    | W    | KF   | F    | HF   | KF   | KF   | KF   | HF   | 1R   | –    | –    | –  |      |

### Gemengd dubbelspel
| Toernooi        | 1960 | 1961 | 1962 | 1963 | 1964 | 1965 | 1966 | 1967 | 1968 | 1969 | 1970 | 1971 | 1972 | 1973 | 1974 | 1975 | 1976 | 1977 | 1977 | 1978 | 1979 | 1980 |
| --------------- | ---- | ---- | ---- | ---- | ---- | ---- | ---- | ---- | ---- | ---- | ---- | ---- | ---- | ---- | ---- | ---- | ---- | ---- | ---- | ---- | ---- | ---- |
| Australian Open | –    | –    | –    | –    | –    | KF   | –    | HF   | –    | 1R   | –    | –    | –    | –    | –    | –    | –    | –    | –    | –    | –    | –    |
| Roland Garros   | 3R   | 1R   | 2R   | 1R   | –    | HF   | KF   | 1R   | W    | F    | F    | W    | F    | W    | –    | –    | –    | –    | –    | –    | KF   | KF   |
| Wimbledon       | –    | –    | –    | 1R   | 4R   | KF   | HF   | 3R   | 2R   | 1R   | 2R   | 2R   | 3R   | 4R   | HF   | 3R   | W    | 3R   | 3R   | HF   | 2R   | –    |
| US Open         | –    | –    | –    | –    | –    | KF   | 2R   | –    | –    | F    | HF   | 2R   | 3R   | KF   | –    | 2R   | KF   | 1R   | 1R   | KF   | KF   | –    |

## Varia
In de jaren zeventig bracht ze haar hond Topspin mee naar haar wedstrijden. De hond droeg haar racket het veld op.